# Eyâlet Kurdistan

Das osmanische Vilayet Diyâr-ı Bekr um 1900

Das Eyâlet Kurdistan (osm. Eyâlet-i Kurdistan) war ein kurzlebiges osmanisches Eyâlet und wurde am 13. Dezember 1847 nach der Niederschlagung der Revolte von Bedirxan Beg gegründet. Die Gründung wurde am 14. Dezember 1847 in der osmanischen Staatszeitung Takvim-i Vekayi veröffentlicht.

## Bevölkerung
Das Gebiet des Eyâlets war hauptsächlich von kurdischsprachigen Muslimen bevölkert. Allerdings war die Region auch Heimat von Orientchristen und türkischsprachigen Muslimen.

## Geschichte
Anfangs umfasste das Eyâlet Kurdistan die Gebiete Diyarbakır, die Sandschaks Van, Muş und Hakkâri und die Kazas (Bezirke) Cizre, Botan und Mardin. Im Laufe des kurzen Bestehens des Vilayet wechselte die Provinzhauptstadt oft. Anfangs war es Ahlat, später dann Van, Muş und Diyarbakır. 1856 wurde das Eyâlet neu definiert und 1864 aber dann aufgelöst. Aus dem Eyâlet entstanden die zwei Vilayets Diyarbekir und Van.